# Breil-sur-Roya
Breil-sur-Roya (italijansko Breglio, okcitansko/provansalsko Brelh de Ròia) je naselje in občina v jugovzhodnem francoskem departmaju Alpes-Maritimes regije Provansa-Alpe-Azurna obala. Leta 2006 je naselje imelo 2.092 prebivalcev.

## Geografija
Kraj leži v pokrajini Provansi ob reki Royi v bližini meje z Italijo, 60 km severovzhodno od središča departmaja Nice. Občina se nahaja znotraj narodnega parka Mercantour.

## Administracija
Breil-sur-Roya je sedež istoimenskega kantona, v katerega sta poleg njegove vključeni še občini Saorge in Fontan z 2.658 prebivalci.
Kanton je sestavni del okrožja Nica.

## Zanimivosti
- Genovska vrata,
- cerkev Sancta Maria in Albis, zgrajena v letih 1663-1700 na prostoru nekdanje romanske cerkve,
- kapela Notre-Dame du Mont iz 11. stoletja,
- samostan Saint-Jean, ostanek nekdanjega priorstva iz 11. stoletja, uničenega med vojno za špansko nasledstvo,
- Tour de la Cruella grofov iz Ventimiglie.